# 北京城市副中心M103线
北京城市副中心M103线是一条规划中的服务于北京城市副中心的地铁线路。线路西起定福庄管庄站，东至召里师姑庄站，长约14公里，设车站12座，归入了城市副中心“十四五”计划储备项目。